# Danh sách cầu thủ tham dự Cúp Liên đoàn các châu lục 2017
Dưới đây là danh sách đội hình của mỗi quốc gia tham dự Cúp Liên đoàn các châu lục 2017 tại Nga từ 17 tháng Sáu tới 2 tháng 7 năm 2017, nằm trong phần mở đầu của Giải bóng đá vô địch thế giới 2018. Mỗi đội được phép đăng ký 23 cầu thủ, ba trong số đó phải là thủ môn. Việc thay đổi cầu thủ chấn thương được phép thực hiện trong 24 giờ trước khi trận đấu của đội diễn ra. Cầu thủ có kí hiệu (c) là đội trưởng của đội tuyển đó.

## Bảng A

### Nga
Huấn luyện viên: Stanislav Cherchesov

| Số | VT | Cầu thủ                    | Ngày sinh (tuổi)            | Trận | Bàn | Câu lạc bộ             |
| -- | -- | -------------------------- | --------------------------- | ---- | --- | ---------------------- |
| 1  | TM | Igor Akinfeev (đội trưởng) | 8 tháng 4, 1986 (31 tuổi)   | 96   | 0   | CSKA Moscow            |
| 2  | HV | Igor Smolnikov             | 8 tháng 8, 1988 (28 tuổi)   | 18   | 0   | Zenit Saint Petersburg |
| 3  | HV | Roman Shishkin             | 27 tháng 1, 1987 (30 tuổi)  | 13   | 0   | Krasnodar              |
| 4  | TV | Yury Gazinsky              | 20 tháng 7, 1989 (27 tuổi)  | 5    | 0   | Krasnodar              |
| 5  | HV | Viktor Vasin               | 6 tháng 10, 1988 (28 tuổi)  | 4    | 1   | CSKA Moscow            |
| 6  | HV | Georgi Dzhikiya            | 21 tháng 11, 1993 (23 tuổi) | 0    | 0   | Spartak Moscow         |
| 7  | TĐ | Dmitry Poloz               | 12 tháng 7, 1991 (25 tuổi)  | 8    | 0   | Rostov                 |
| 8  | TV | Denis Glushakov            | 27 tháng 1, 1987 (30 tuổi)  | 49   | 5   | Spartak Moscow         |
| 9  | TĐ | Fyodor Smolov              | 5 tháng 2, 1990 (27 tuổi)   | 19   | 6   | Krasnodar              |
| 10 | TV | Ruslan Kambolov            | 1 tháng 1, 1990 (27 tuổi)   | 1    | 0   | Rubin Kazan            |
| 11 | TĐ | Aleksandr Bukharov         | 12 tháng 3, 1985 (32 tuổi)  | 4    | 1   | Rostov                 |
| 12 | TM | Vladimir Gabulov           | 19 tháng 10, 1983 (33 tuổi) | 10   | 0   | Arsenal Tula           |
| 13 | HV | Fyodor Kudryashov          | 5 tháng 4, 1987 (30 tuổi)   | 6    | 0   | Rostov                 |
| 14 | HV | Ilya Kutepov               | 29 tháng 7, 1993 (23 tuổi)  | 4    | 0   | Spartak Moscow         |
| 15 | TV | Aleksei Miranchuk          | 17 tháng 10, 1995 (21 tuổi) | 7    | 2   | Lokomotiv Moscow       |
| 16 | TM | Guilherme Marinato         | 12 tháng 12, 1985 (31 tuổi) | 2    | 0   | Lokomotiv Moscow       |
| 17 | TV | Aleksandr Golovin          | 30 tháng 5, 1996 (21 tuổi)  | 10   | 2   | CSKA Moscow            |
| 18 | HV | Yuri Zhirkov               | 20 tháng 8, 1983 (33 tuổi)  | 73   | 2   | Zenit Saint Petersburg |
| 19 | TV | Aleksandr Samedov          | 19 tháng 7, 1984 (32 tuổi)  | 37   | 5   | Spartak Moscow         |
| 20 | TĐ | Maksim Kanunnikov          | 14 tháng 7, 1991 (25 tuổi)  | 10   | 0   | Rubin Kazan            |
| 21 | TV | Aleksandr Yerokhin         | 13 tháng 10, 1989 (27 tuổi) | 6    | 0   | Rostov                 |
| 22 | TV | Dmitri Tarasov             | 18 tháng 3, 1987 (30 tuổi)  | 4    | 1   | Lokomotiv Moscow       |
| 23 | HV | Dmitri Kombarov            | 22 tháng 1, 1987 (30 tuổi)  | 43   | 2   | Spartak Moscow         |

### New Zealand
Huấn luyện viên:  Anthony Hudson

| Số | VT | Cầu thủ                  | Ngày sinh (tuổi)            | Trận | Bàn | Câu lạc bộ             |
| -- | -- | ------------------------ | --------------------------- | ---- | --- | ---------------------- |
| 1  | TM | Stefan Marinovic         | 7 tháng 10, 1991 (25 tuổi)  | 15   | 0   | SpVgg Unterhaching     |
| 2  | HV | Sam Brotherton           | 2 tháng 10, 1996 (20 tuổi)  | 7    | 0   | Sunderland             |
| 3  | HV | Deklan Wynne             | 20 tháng 3, 1995 (22 tuổi)  | 7    | 0   | Whitecaps FC 2         |
| 4  | HV | Themistoklis Tzimopoulos | 20 tháng 11, 1985 (31 tuổi) | 10   | 1   | PAS Giannina           |
| 5  | HV | Michael Boxall           | 18 tháng 8, 1988 (28 tuổi)  | 22   | 0   | SuperSport United      |
| 6  | TV | Bill Tuiloma             | 23 tháng 3, 1995 (22 tuổi)  | 16   | 0   | Marseille              |
| 7  | TĐ | Kosta Barbarouses        | 19 tháng 2, 1990 (27 tuổi)  | 37   | 3   | Melbourne Victory      |
| 8  | TV | Michael McGlinchey       | 7 tháng 1, 1987 (30 tuổi)   | 42   | 4   | Wellington Phoenix     |
| 9  | TĐ | Chris Wood (đội trưởng)  | 7 tháng 12, 1991 (25 tuổi)  | 47   | 19  | Leeds United           |
| 10 | TĐ | Shane Smeltz             | 29 tháng 9, 1981 (35 tuổi)  | 53   | 24  | Borneo                 |
| 11 | TĐ | Marco Rojas              | 5 tháng 11, 1991 (25 tuổi)  | 32   | 5   | Melbourne Victory      |
| 12 | TM | Glen Moss                | 19 tháng 1, 1983 (34 tuổi)  | 29   | 0   | Newcastle Jets         |
| 13 | TĐ | Monty Patterson          | 9 tháng 12, 1996 (20 tuổi)  | 9    | 1   | Braintree Town         |
| 14 | TV | Ryan Thomas              | 20 tháng 12, 1994 (22 tuổi) | 9    | 2   | PEC Zwolle             |
| 15 | TV | Clayton Lewis            | 12 tháng 2, 1997 (20 tuổi)  | 8    | 0   | Auckland City          |
| 16 | HV | Dane Ingham              | 6 tháng 8, 1999 (17 tuổi)   | 1    | 0   | Brisbane Roar          |
| 17 | HV | Tom Doyle                | 30 tháng 6, 1992 (24 tuổi)  | 4    | 0   | Wellington Phoenix     |
| 18 | HV | Kip Colvey               | 15 tháng 3, 1994 (23 tuổi)  | 8    | 0   | San Jose Earthquakes   |
| 19 | TĐ | Alex Rufer               | 12 tháng 6, 1996 (21 tuổi)  | 3    | 0   | Wellington Phoenix     |
| 20 | HV | Tommy Smith              | 31 tháng 3, 1990 (27 tuổi)  | 31   | 2   | Ipswich Town           |
| 21 | HV | Storm Roux               | 13 tháng 1, 1993 (24 tuổi)  | 7    | 0   | Central Coast Mariners |
| 22 | HV | Andrew Durante           | 3 tháng 5, 1982 (35 tuổi)   | 15   | 0   | Wellington Phoenix     |
| 23 | TM | Tamati Williams          | 19 tháng 1, 1984 (33 tuổi)  | 1    | 0   | RKC Waalwijk           |

### Bồ Đào Nha
Huấn luyện viên: Fernando Santos

| Số | VT | Cầu thủ                        | Ngày sinh (tuổi)            | Trận | Bàn | Câu lạc bộ             |
| -- | -- | ------------------------------ | --------------------------- | ---- | --- | ---------------------- |
| 1  | TM | Rui Patrício                   | 15 tháng 2, 1988 (29 tuổi)  | 59   | 0   | Sporting CP            |
| 2  | HV | Bruno Alves                    | 27 tháng 11, 1981 (35 tuổi) | 90   | 11  | Rangers                |
| 3  | HV | Pepe                           | 26 tháng 2, 1983 (34 tuổi)  | 82   | 4   | Real Madrid            |
| 4  | HV | Luís Neto                      | 26 tháng 5, 1988 (29 tuổi)  | 13   | 0   | Zenit Saint Petersburg |
| 5  | HV | Raphaël Guerreiro              | 22 tháng 12, 1993 (23 tuổi) | 19   | 2   | Borussia Dortmund      |
| 6  | HV | José Fonte                     | 22 tháng 12, 1983 (33 tuổi) | 23   | 0   | West Ham United        |
| 7  | TĐ | Cristiano Ronaldo (đội trưởng) | 5 tháng 2, 1985 (32 tuổi)   | 139  | 73  | Real Madrid            |
| 8  | TV | João Moutinho                  | 8 tháng 9, 1986 (30 tuổi)   | 98   | 7   | Monaco                 |
| 9  | TĐ | André Silva                    | 6 tháng 11, 1995 (21 tuổi)  | 8    | 7   | Milan                  |
| 10 | TĐ | Bernardo Silva                 | 10 tháng 8, 1994 (22 tuổi)  | 12   | 1   | Manchester City        |
| 11 | HV | Nélson Semedo                  | 16 tháng 11, 1993 (23 tuổi) | 4    | 0   | Benfica                |
| 12 | TM | José Sá                        | 17 tháng 1, 1993 (24 tuổi)  | 0    | 0   | Porto                  |
| 13 | TV | Danilo Pereira                 | 9 tháng 9, 1991 (25 tuổi)   | 19   | 1   | Porto                  |
| 14 | TV | William Carvalho               | 7 tháng 4, 1992 (25 tuổi)   | 33   | 1   | Sporting CP            |
| 15 | TV | André Gomes                    | 30 tháng 7, 1993 (23 tuổi)  | 21   | 0   | Barcelona              |
| 16 | TV | Pizzi                          | 6 tháng 10, 1989 (27 tuổi)  | 7    | 2   | Benfica                |
| 17 | TĐ | Nani                           | 17 tháng 11, 1986 (30 tuổi) | 108  | 23  | Valencia               |
| 18 | TĐ | Gelson Martins                 | 11 tháng 5, 1995 (22 tuổi)  | 6    | 0   | Sporting CP            |
| 19 | HV | Eliseu                         | 1 tháng 10, 1983 (33 tuổi)  | 21   | 1   | Benfica                |
| 20 | TĐ | Ricardo Quaresma               | 26 tháng 9, 1983 (33 tuổi)  | 65   | 8   | Beşiktaş               |
| 21 | HV | Cédric                         | 31 tháng 8, 1991 (25 tuổi)  | 19   | 0   | Southampton            |
| 22 | TM | Beto                           | 1 tháng 5, 1982 (35 tuổi)   | 11   | 0   | Sporting CP            |
| 23 | TV | Adrien Silva                   | 15 tháng 3, 1989 (28 tuổi)  | 16   | 0   | Sporting CP            |

### Mexico
Huấn luyện viên:  Juan Carlos Osorio

| Số | VT | Cầu thủ                     | Ngày sinh (tuổi)           | Trận | Bàn | Câu lạc bộ          |
| -- | -- | --------------------------- | -------------------------- | ---- | --- | ------------------- |
| 1  | TM | Rodolfo Cota                | 3 tháng 7, 1987 (29 tuổi)  | 1    | 0   | Guadalajara         |
| 2  | HV | Néstor Araujo               | 21 tháng 8, 1991 (25 tuổi) | 15   | 2   | Santos Laguna       |
| 3  | HV | Carlos Salcedo              | 29 tháng 9, 1993 (23 tuổi) | 11   | 0   | Eintracht Frankfurt |
| 4  | HV | Rafael Márquez (đội trưởng) | 13 tháng 2, 1979 (38 tuổi) | 139  | 18  | Atlas               |
| 5  | HV | Diego Reyes                 | 19 tháng 9, 1992 (24 tuổi) | 45   | 1   | Espanyol            |
| 6  | TV | Jonathan dos Santos         | 26 tháng 4, 1990 (27 tuổi) | 24   | 0   | Villarreal          |
| 7  | HV | Miguel Layún                | 25 tháng 6, 1988 (28 tuổi) | 51   | 5   | Porto               |
| 8  | TV | Marco Fabián                | 21 tháng 7, 1989 (27 tuổi) | 35   | 8   | Eintracht Frankfurt |
| 9  | TĐ | Raúl Jiménez                | 5 tháng 5, 1991 (26 tuổi)  | 52   | 11  | Benfica             |
| 10 | TV | Giovani dos Santos          | 11 tháng 5, 1989 (28 tuổi) | 96   | 18  | LA Galaxy           |
| 11 | TĐ | Carlos Vela                 | 1 tháng 3, 1989 (28 tuổi)  | 55   | 17  | Real Sociedad       |
| 12 | TM | Alfredo Talavera            | 18 tháng 9, 1982 (34 tuổi) | 26   | 0   | Toluca              |
| 13 | TM | Guillermo Ochoa             | 13 tháng 7, 1985 (31 tuổi) | 80   | 0   | Málaga              |
| 14 | TĐ | Javier Hernández            | 1 tháng 6, 1988 (29 tuổi)  | 92   | 47  | Bayer Leverkusen    |
| 15 | HV | Héctor Moreno               | 17 tháng 1, 1988 (29 tuổi) | 79   | 2   | Roma                |
| 16 | TV | Héctor Herrera              | 19 tháng 4, 1990 (27 tuổi) | 54   | 4   | Porto               |
| 17 | TĐ | Jürgen Damm                 | 7 tháng 11, 1992 (24 tuổi) | 6    | 1   | UANL                |
| 18 | TV | Andrés Guardado             | 28 tháng 9, 1986 (30 tuổi) | 136  | 24  | PSV                 |
| 19 | TĐ | Oribe Peralta               | 12 tháng 1, 1984 (33 tuổi) | 56   | 23  | América             |
| 20 | TV | Javier Aquino               | 11 tháng 2, 1990 (27 tuổi) | 43   | 0   | UANL                |
| 21 | HV | Luis Reyes                  | 3 tháng 4, 1991 (26 tuổi)  | 4    | 0   | Atlas               |
| 22 | TĐ | Hirving Lozano              | 30 tháng 7, 1995 (21 tuổi) | 16   | 2   | Pachuca             |
| 23 | HV | Oswaldo Alanís              | 18 tháng 3, 1989 (28 tuổi) | 16   | 2   | Guadalajara         |

## Bảng B

### Cameroon
Huấn luyện viên:  Hugo Broos

| Số | VT | Cầu thủ                         | Ngày sinh (tuổi)            | Trận | Bàn | Câu lạc bộ           |
| -- | -- | ------------------------------- | --------------------------- | ---- | --- | -------------------- |
| 1  | TM | Fabrice Ondoa                   | 24 tháng 12, 1995 (21 tuổi) | 31   | 0   | Sevilla Atlético     |
| 2  | HV | Ernest Mabouka                  | 16 tháng 6, 1988 (29 tuổi)  | 4    | 0   | Žilina               |
| 3  | TV | André-Frank Zambo Anguissa      | 16 tháng 11, 1995 (21 tuổi) | 2    | 0   | Marseille            |
| 4  | HV | Adolphe Teikeu                  | 23 tháng 6, 1990 (26 tuổi)  | 13   | 0   | Sochaux              |
| 5  | HV | Michael Ngadeu-Ngadjui          | 23 tháng 11, 1990 (26 tuổi) | 14   | 2   | Slavia Prague        |
| 6  | HV | Ambroise Oyongo                 | 22 tháng 6, 1991 (25 tuổi)  | 29   | 2   | Montreal Impact      |
| 7  | TĐ | Moumi Ngamaleu                  | 9 tháng 7, 1994 (22 tuổi)   | 2    | 0   | Rheindorf Altach     |
| 8  | TĐ | Benjamin Moukandjo (đội trưởng) | 12 tháng 11, 1988 (28 tuổi) | 50   | 8   | Lorient              |
| 9  | TĐ | Jacques Zoua                    | 6 tháng 9, 1991 (25 tuổi)   | 23   | 0   | 1. FC Kaiserslautern |
| 10 | TĐ | Vincent Aboubakar               | 22 tháng 1, 1992 (25 tuổi)  | 56   | 16  | Beşiktaş             |
| 11 | TV | Olivier Boumal                  | 17 tháng 9, 1989 (27 tuổi)  | 0    | 0   | Panathinaikos        |
| 12 | HV | Jérôme Guihoata                 | 7 tháng 10, 1994 (22 tuổi)  | 10   | 0   | Panionios            |
| 13 | TV | Christian Bassogog              | 18 tháng 10, 1995 (21 tuổi) | 11   | 2   | Hà Nam Kiến Nghiệp   |
| 14 | TV | Georges Mandjeck                | 9 tháng 12, 1988 (28 tuổi)  | 38   | 0   | Metz                 |
| 15 | TV | Sébastien Siani                 | 21 tháng 12, 1986 (30 tuổi) | 18   | 2   | Oostende             |
| 16 | TM | André Onana                     | 2 tháng 4, 1996 (21 tuổi)   | 1    | 0   | Ajax                 |
| 17 | TV | Arnaud Djoum                    | 2 tháng 5, 1989 (28 tuổi)   | 10   | 0   | Heart of Midlothian  |
| 18 | TĐ | Robert Ndip Tambe               | 22 tháng 2, 1994 (23 tuổi)  | 9    | 0   | Spartak Trnava       |
| 19 | HV | Collins Fai                     | 23 tháng 11, 1992 (24 tuổi) | 11   | 0   | Standard Liège       |
| 20 | TĐ | Karl Toko Ekambi                | 14 tháng 9, 1992 (24 tuổi)  | 14   | 2   | Angers               |
| 21 | HV | Lucien Owona                    | 9 tháng 8, 1990 (26 tuổi)   | 0    | 0   | Alcorcón             |
| 22 | HV | Jonathan Ngwem                  | 20 tháng 7, 1991 (25 tuổi)  | 3    | 0   | Progresso            |
| 23 | TM | Georges Bokwé                   | 14 tháng 7, 1989 (27 tuổi)  | 0    | 0   | Mjøndalen            |

### Chile
Huấn luyện viên:  Juan Antonio Pizzi

| Số | VT | Cầu thủ                    | Ngày sinh (tuổi)            | Trận | Bàn | Câu lạc bộ           |
| -- | -- | -------------------------- | --------------------------- | ---- | --- | -------------------- |
| 1  | TM | Claudio Bravo (đội trưởng) | 13 tháng 4, 1983 (34 tuổi)  | 112  | 0   | Manchester City      |
| 2  | HV | Eugenio Mena               | 18 tháng 7, 1988 (28 tuổi)  | 50   | 3   | Sport Recife         |
| 3  | HV | Enzo Roco                  | 16 tháng 8, 1992 (24 tuổi)  | 16   | 1   | Cruz Azul            |
| 4  | HV | Mauricio Isla              | 12 tháng 6, 1988 (29 tuổi)  | 88   | 3   | Cagliari             |
| 5  | TV | Francisco Silva            | 11 tháng 2, 1986 (31 tuổi)  | 31   | 0   | Cruz Azul            |
| 6  | TV | José Pedro Fuenzalida      | 22 tháng 2, 1985 (32 tuổi)  | 42   | 3   | Universidad Católica |
| 7  | TĐ | Alexis Sánchez             | 19 tháng 12, 1988 (28 tuổi) | 108  | 37  | Arsenal              |
| 8  | TV | Arturo Vidal               | 22 tháng 5, 1987 (30 tuổi)  | 88   | 22  | Bayern Munich        |
| 9  | TĐ | Ángelo Sagal               | 18 tháng 4, 1993 (24 tuổi)  | 4    | 2   | Huachipato           |
| 10 | TV | Pablo Hernández            | 24 tháng 10, 1986 (30 tuổi) | 13   | 3   | Celta Vigo           |
| 11 | TĐ | Eduardo Vargas             | 20 tháng 11, 1989 (27 tuổi) | 70   | 32  | UANL                 |
| 12 | TM | Cristopher Toselli         | 15 tháng 6, 1988 (29 tuổi)  | 9    | 0   | Universidad Católica |
| 13 | HV | Paulo Díaz                 | 24 tháng 3, 1994 (23 tuổi)  | 4    | 0   | San Lorenzo          |
| 14 | TV | Felipe Gutiérrez           | 8 tháng 10, 1990 (26 tuổi)  | 32   | 4   | Internacional        |
| 15 | HV | Jean Beausejour            | 1 tháng 6, 1984 (33 tuổi)   | 90   | 6   | Universidad de Chile |
| 16 | TĐ | Martín Rodríguez           | 5 tháng 8, 1994 (22 tuổi)   | 2    | 0   | Cruz Azul            |
| 17 | HV | Gary Medel                 | 3 tháng 8, 1987 (29 tuổi)   | 99   | 7   | Internazionale       |
| 18 | HV | Gonzalo Jara               | 29 tháng 8, 1985 (31 tuổi)  | 101  | 3   | Universidad de Chile |
| 19 | TĐ | Leonardo Valencia          | 25 tháng 4, 1991 (26 tuổi)  | 5    | 0   | Palestino            |
| 20 | TV | Charles Aránguiz           | 17 tháng 4, 1989 (28 tuổi)  | 56   | 7   | Bayer Leverkusen     |
| 21 | TV | Marcelo Díaz               | 30 tháng 12, 1986 (30 tuổi) | 53   | 1   | Celta Vigo           |
| 22 | TĐ | Edson Puch                 | 4 tháng 9, 1986 (30 tuổi)   | 16   | 2   | Pachuca              |
| 23 | TM | Johnny Herrera             | 9 tháng 5, 1981 (36 tuổi)   | 17   | 0   | Universidad de Chile |

### Úc
Huấn luyện viên: Ange Postecoglou

| Số | VT | Cầu thủ                 | Ngày sinh (tuổi)            | Trận | Bàn | Câu lạc bộ          |
| -- | -- | ----------------------- | --------------------------- | ---- | --- | ------------------- |
| 1  | TM | Mathew Ryan             | 8 tháng 4, 1992 (25 tuổi)   | 32   | 0   | Valencia            |
| 2  | HV | Milos Degenek           | 28 tháng 4, 1994 (23 tuổi)  | 8    | 0   | Yokohama F. Marinos |
| 3  | HV | Alex Gersbach           | 8 tháng 5, 1997 (20 tuổi)   | 2    | 0   | Rosenborg           |
| 4  | TĐ | Tim Cahill (đội trưởng) | 6 tháng 12, 1979 (37 tuổi)  | 96   | 48  | Melbourne City      |
| 5  | TV | Mark Milligan           | 4 tháng 8, 1985 (31 tuổi)   | 55   | 5   | Baniyas             |
| 6  | HV | Dylan McGowan           | 6 tháng 8, 1991 (25 tuổi)   | 0    | 0   | Paços de Ferreira   |
| 7  | TĐ | Mathew Leckie           | 4 tháng 2, 1991 (26 tuổi)   | 40   | 5   | Hertha BSC          |
| 8  | HV | Bailey Wright           | 28 tháng 7, 1992 (24 tuổi)  | 14   | 1   | Bristol City        |
| 9  | TĐ | Tomi Juric              | 22 tháng 7, 1991 (25 tuổi)  | 23   | 6   | Luzern              |
| 10 | TĐ | Robbie Kruse            | 5 tháng 10, 1988 (28 tuổi)  | 51   | 4   | Cầu thủ tự do       |
| 11 | TĐ | Jamie Maclaren          | 29 tháng 7, 1993 (23 tuổi)  | 2    | 0   | Darmstadt 98        |
| 12 | TM | Mitchell Langerak       | 22 tháng 8, 1988 (28 tuổi)  | 7    | 0   | VfB Stuttgart       |
| 13 | TV | Aaron Mooy              | 15 tháng 9, 1990 (26 tuổi)  | 23   | 5   | Manchester City     |
| 14 | TV | James Troisi            | 3 tháng 7, 1988 (28 tuổi)   | 28   | 4   | Cầu thủ tự do       |
| 15 | TV | James Jeggo             | 12 tháng 2, 1992 (25 tuổi)  | 0    | 0   | Sturm Graz          |
| 16 | HV | Aziz Behich             | 16 tháng 12, 1990 (26 tuổi) | 12   | 2   | Bursaspor           |
| 17 | TV | Ajdin Hrustic           | 5 tháng 7, 1996 (20 tuổi)   | 0    | 0   | Groningen           |
| 18 | TM | Danny Vukovic           | 27 tháng 2, 1985 (32 tuổi)  | 0    | 0   | Sydney FC           |
| 19 | HV | Ryan McGowan            | 15 tháng 8, 1989 (27 tuổi)  | 19   | 0   | Quý Châu Chí Thành  |
| 20 | HV | Trent Sainsbury         | 5 tháng 1, 1992 (25 tuổi)   | 23   | 3   | Giang Tô Tô Ninh    |
| 21 | TV | Massimo Luongo          | 25 tháng 9, 1992 (24 tuổi)  | 25   | 5   | Queens Park Rangers |
| 22 | TV | Jackson Irvine          | 7 tháng 3, 1993 (24 tuổi)   | 10   | 1   | Burton Albion       |
| 23 | TV | Tom Rogic               | 16 tháng 12, 1992 (24 tuổi) | 24   | 6   | Celtic              |

### Đức
Huấn luyện viên: Joachim Löw

| Số | VT | Cầu thủ                     | Ngày sinh (tuổi)            | Trận | Bàn | Câu lạc bộ               |
| -- | -- | --------------------------- | --------------------------- | ---- | --- | ------------------------ |
| 1  | TM | Kevin Trapp                 | 8 tháng 7, 1990 (26 tuổi)   | 1    | 0   | Paris Saint-Germain      |
| 2  | HV | Shkodran Mustafi            | 17 tháng 4, 1992 (25 tuổi)  | 16   | 2   | Arsenal                  |
| 3  | HV | Jonas Hector                | 27 tháng 5, 1990 (27 tuổi)  | 29   | 3   | 1. FC Köln               |
| 4  | HV | Matthias Ginter             | 19 tháng 1, 1994 (23 tuổi)  | 10   | 0   | Borussia Dortmund        |
| 5  | HV | Marvin Plattenhardt         | 26 tháng 1, 1992 (25 tuổi)  | 2    | 0   | Hertha BSC               |
| 6  | HV | Benjamin Henrichs           | 23 tháng 2, 1997 (20 tuổi)  | 1    | 0   | Bayer Leverkusen         |
| 7  | TV | Julian Draxler (đội trưởng) | 20 tháng 9, 1993 (23 tuổi)  | 30   | 4   | Paris Saint-Germain      |
| 8  | TV | Leon Goretzka               | 6 tháng 2, 1995 (22 tuổi)   | 5    | 0   | Schalke 04               |
| 9  | TĐ | Sandro Wagner               | 29 tháng 11, 1987 (29 tuổi) | 2    | 3   | 1899 Hoffenheim          |
| 10 | TV | Kerem Demirbay              | 3 tháng 7, 1993 (23 tuổi)   | 1    | 0   | 1899 Hoffenheim          |
| 11 | TĐ | Timo Werner                 | 6 tháng 3, 1996 (21 tuổi)   | 3    | 0   | RB Leipzig               |
| 12 | TM | Bernd Leno                  | 4 tháng 3, 1992 (25 tuổi)   | 4    | 0   | Bayer Leverkusen         |
| 13 | TV | Lars Stindl                 | 26 tháng 8, 1988 (28 tuổi)  | 2    | 0   | Borussia Mönchengladbach |
| 14 | TV | Emre Can                    | 12 tháng 1, 1994 (23 tuổi)  | 10   | 0   | Liverpool                |
| 15 | TV | Amin Younes                 | 6 tháng 8, 1993 (23 tuổi)   | 2    | 1   | Ajax                     |
| 16 | HV | Antonio Rüdiger             | 3 tháng 3, 1993 (24 tuổi)   | 13   | 0   | Roma                     |
| 17 | HV | Niklas Süle                 | 3 tháng 9, 1995 (21 tuổi)   | 2    | 0   | 1899 Hoffenheim          |
| 18 | HV | Joshua Kimmich              | 8 tháng 2, 1995 (22 tuổi)   | 15   | 3   | Bayern Munich            |
| 20 | TV | Julian Brandt               | 2 tháng 5, 1996 (21 tuổi)   | 6    | 1   | Bayer Leverkusen         |
| 21 | TV | Sebastian Rudy              | 28 tháng 2, 1990 (27 tuổi)  | 15   | 0   | 1899 Hoffenheim          |
| 22 | TM | Marc-André ter Stegen       | 30 tháng 4, 1992 (25 tuổi)  | 10   | 0   | Barcelona                |